# Ruta 929 (Costa Rica)
La Ruta 929, oficialmente Ruta Nacional Terciaria 929, es una ruta nacional de Costa Rica ubicada en la provincia de Guanacaste.

## Descripción
En la provincia de Guanacaste, la ruta atraviesa el cantón de Nicoya (el distrito de San Antonio).